# Agrodiaetus paralcestis
Agrodiaetus paralcestis är en fjärilsart som beskrevs av Forster 1960. Agrodiaetus paralcestis ingår i släktet Agrodiaetus och familjen juvelvingar. Inga underarter finns listade i Catalogue of Life.